# Компьютерное искусство
Компьютерное искусство (англ. Digital art), а также цифровое искусство, диджитальное искусство — направление в медиаискусстве, основанное на использовании информационных (компьютерных) технологий, результатом которого являются художественные произведения в цифровой форме.

## Отличительные черты
Хотя термин может применяться к произведениям искусства, созданных изначально с использованием других медиа или отсканированных, он всегда относится к произведениям искусства, которые были модифицированы при помощи компьютерных программ.
На данный момент понятие «компьютерная графика» включает в себя как произведения традиционного искусства, перенесённые в новую среду, на цифровую основу, имитирующую первоначальный материальный носитель (когда, например, за основу берётся отсканированная или цифровая фотография), или созданные изначально с применением компьютера, так и принципиально новые виды художественных произведений, основной средой существования которых является компьютерная среда.

## История
Начало компьютерного искусства восходит к 1956-58 годам, когда было создано первое изображение человека на экране компьютера, девушка пинап на установке ПВО SAGE. В 1960 году Десмонд Пол Генри изобрёл рисовальную машину, и в 1962 году, после того как его машинное искусство принесло ему известность, в галерее Рида в Лондоне была организована выставка его работ. К середине 1960-х годов большинство людей, участвовавших в создании компьютерного искусства, были фактически инженерами и учёными, поскольку только они имели доступ к вычислительным ресурсам, доступным в университетских научно-исследовательских лабораториях. Многие художники в предварительном порядке начали изучать новые вычислительные технологии для использования в качестве творческого инструмента. Летом 1962 года Майкл Нолл запрограммировал цифровой компьютер в Лабораториях Белла в Мюррей-Хилле, чтобы генерировать визуальные паттерны исключительно для художественных целей. Его более поздние компьютерные модели имитировали картины Пита Мондриана и Бриджит Райли и стали классикой. Нолл также использовал эти паттерны для изучения эстетических предпочтений в середине 1960-х годов.
Две первые выставки компьютерного искусства были проведены в 1965 году: Generative Computergrafik, в феврале, в Высшей технической школе Штутгарта, и Computer-Generated Pictures, в апреле, в галерее Говарда Уайза в Нью-Йорке. На Штутгартской выставке были представлены работы Георга Ниса; на Нью-йоркской выставке были представлены работы Белы Юлеш и А. Майкла Нолла, которые были названы искусством газетой «Нью-Йорк Таймс». Третья выставка была открыта в ноябре 1965 года в галерее Венделин Нидлих в Штутгарте, где были представлены работы Фридера Наке и Георга Ниса. Аналоговое компьютерное искусство Моэна Мейсона вместе с цифровым компьютерным искусством Нолла были выставлены на совместной компьютерной конференции AFIPS Fall в Лас-Вегасе в конце 1965 года.
В 1968 году в Институте Современного Искусства в Лондоне была организована одна из самых влиятельных ранних выставок компьютерного искусства под названием «Cybernetic Serendipity». На выставке были представлены многие из тех, кого часто считали первыми цифровыми художниками: Нам Джун Пайк, Фридер Наке, Лесли Мезей, Георг Нис, А. Майкл Нолл, Джон Уитни и Чарльз Чури. Год спустя в Лондоне было основано Computer Arts Society.
Во время открытия «Cybernetic Serendipity» в августе 1968 года в Загребе был проведён симпозиум под названием «компьютеры и визуальные исследования». Он собрал европейских художников новых тенденций, таких как конкретное, кинетическое и конструктивное искусства, а также оп-арт и концептуальное искусство.
В 1970 году Кэтрин Нэш и Ричард Уильямс опубликовали компьютерную программу для художников ART 1.
Исследовательский центр корпорации Xerox в Пало-Альто (PARC) разработал первый графический интерфейс пользователя в 1970-х гг. Первый компьютер Macintosh был выпущен в 1984 г., и с тех пор графический интерфейс стал популярным. Многие графические дизайнеры быстро восприняли его потенциал как творческий инструмент.
В июле 1985 года Энди Уорхол публично представил в Линкольн-центре образец цифрового искусства, созданный с помощью компьютера Commodore Amiga. Изображение Дебби Харри было снято монохромно с видеокамеры и оцифровано в графическую программу ProPaint. Уорхол манипулировал изображением, добавляя цвет с помощью потоковой заливки.
В 2007 году украинский медиа-художник Степан Рябченко визуализировал виртуальную сущность компьютерных вирусов, придав им форму и образ.

## Устройства вывода
Ранние технологии печати ограничивались машинами, использовавшими плоттеры с пером и чернилами для создания основной печатной копии. В начале 1960-х годов микрофильмовый принтер Stromberg Carlson SC-4020 использовался в Лабораториях Белла в качестве плоттера для производства цифрового компьютерного искусства и анимации на 35-мм микрофильме. Неподвижные изображения были нанесены на лицевую пластину электронно-лучевой трубки и автоматически сфотографированы. Серия неподвижных изображений была нарисована для создания компьютерного анимационного фильма, сначала на рулоне 35-мм плёнки, а затем на 16-мм плёнке, поскольку 16-мм камера была добавлена к принтеру позже.
В 1970-х годах матричный точечный принтер (который был очень похож на пишущую машинку) использовался для воспроизведения различных шрифтов и произвольной графики. Первые анимации были созданы путём последовательного нанесения всех неподвижных кадров на стопку бумаги с переносом движения на 16-миллиметровую плёнку для проецирования. В 1970-х и 1980-х годах в большинстве случаев использовались матричные принтеры с точечной матрицей, в то время как плоттеры с микрофильмами использовались для создания ранних анимаций.
Со временем количество персональных компьютеров росло, и в 1976 году был изобретён струйный принтер. Струйный принтер в настоящее время является самым дешёвым и универсальным вариантом для ежедневной цифровой печати. Обработка растровых изображений обычно встроена в принтер данного типа или поставляется в виде программного пакета для компьютера; это необходимо для достижения самого высокого качества вывода. Базовые струйные устройства не имеют функции распознавания растровых изображений. Вместо этого они полагаются на графическое программное обеспечение для растеризации изображений. Ещё одним устройством вывода, доступным сегодня, является лазерный принтер, который существенно дороже струйного.

## Графическое программное обеспечение
Компания Adobe Systems, основанная в 1982 году, разработала язык PostScript и цифровые шрифты, что сделало популярным программное обеспечение для рисования и манипулирования изображениями. Adobe Illustrator, программа векторного рисования, основанная на кривой Безье, введённой в 1987 году, и Adobe Photoshop, написанная братьями Томасом и Джоном Ноллом в 1990 году, были разработаны для использования на компьютерах Macintosh и скомпилированы для платформ DOS/Windows к 1993 году.

## Картины, созданные программой
Картина робота — это произведение искусства, написанное программой. Оно отличается от других форм изобразительного искусства, использующих машинное оборудование, такое как офсетная печать и струйная печать, тем, что последние создаются реальными усилиями художника с помощью техники. Многие картины роботов неотличимы от картин, созданных художником.
Одним из первых художников-роботов был Аарон, искусственный интеллект/художник, разработанный профессором Гарольдом Коэном из Калифорнийского университета в середине 1970-х гг. Другой пионер в этой области, Кен Голдберг, создал в 1992 году живописную машину, которая создаёт картины на холсте размером 11' x 11'. Существует множество других роботов-художников, хотя в настоящее время ни один из них не выпускается массово.

## Использование нейросетей
Нефотореалистичный рендеринг (использование компьютеров для автоматического преобразования изображений в стилизованное искусство) был предметом исследований с 1990-х годов. Примерно в 2015 году стало возможным использование свёрточных нейронных сетей для передачи стиля художественного произведения на фотографию или другое целевое изображение. Один из методов передачи стиля включает использование фреймворка, такого как VGG или ResNet, который разбивает стиль художественного произведения на статистические визуальные данные. Целевая фотография впоследствии модифицируется, чтобы соответствовать этим статистическим данным. Следующие приложения используют этот метод: Prisma, Facebook Caffe2Go style transfer, Mit’S Nightmare Machine, DeepArt, Prequel.

## Виды компьютерного искусства
- Цифровая живопись
- Цифровая фотография (искусство цифровой фотографии)
- Гипертекстовая литература
- Сетевое искусство (нет-арт)
- Интерактивные инсталляции
- Гейм-арт
- Хактивизм
- ASCII art
- Пиксель-арт
- Chiptune
- Демосцена
- ANSI art
- Демо
- Дигитальная поэзия
- Стилизация нейронными сетями[20]

## Пионеры цифрового искусства
- Дейвид Эм, английская статья
- Герберт Вернер Франке
- Laurence Gartel
- John Lansdown
- Manfred Mohr
- Frieder Nake
- Hisham Zreiq
- Яннис Меланитис

## Пионеры цифровой поэзии
- Джанни Тоти
- Катерина Давинио